# Rudolf M. Kloos
Rudolf Michael Kloos (* 18. April 1926 in Trier; † 15. September 1982 in München) war ein deutscher Historiker, Epigraphiker und Archivar.

Rudolf M. Kloos studierte nach Kriegsdienst und Gefangenschaft von 1947 bis 1952 zunächst an der Johannes-Gutenberg-Universität Mainz und dann in München die Fächer Lateinische Philologie des Mittelalters, Geschichte und Historische Hilfswissenschaften. Im Jahr 1952 wurde er bei Paul Lehmann promoviert mit einer Arbeit über Lamberts von Lüttich Vita des Apostels Matthias. Von 1952 bis 1957 war er Mitarbeiter bei den Monumenta Germaniae Historica (MGH) und mit der Briefsammlung des Petrus de Vinea und den Briefen des Petrus de Prece betraut. Seit den 1950er Jahren arbeitete er bei der Kommission der Bayerischen Akademie der Wissenschaften für die Herausgabe an den deutschen Inschriften des Mittelalters und der Neuzeit mit. 1957 trat er in den Vorbereitungskurs für den höheren Archivdienst an der Bayerischen Archivschule in München und war ab 1960 am Staatsarchiv Bamberg und seit 1967 am Hauptstaatsarchiv in München tätig. Seit 1967 war Kloos Lehrbeauftragter und ab 1978 Honorarprofessor für „Mittelalterliche und frühneuzeitliche Epigraphik“ an der Universität München.
Für das Akademieprojekt Die Deutschen Inschriften hat Kloos die Bände für Stadt und Landkreis München und für den Landkreis Bamberg bearbeitet. Der zweite, 1980 veröffentlichte Band entstand nach modernisierten Editionsprinzipien und wurde maßgeblich für alle folgenden Bände der Reihe Die Deutschen Inschriften. Im selben Jahr verfasste Rudolf Kloos das erste Standardwerk des Fachs, die Einführung in die Epigraphik des Mittelalters und der Neuzeit.

## Schriften
Monografien
- Einführung in die Epigraphik des Mittelalters und der frühen Neuzeit. Wissenschaftliche Buchgesellschaft, Darmstadt 1980, ISBN 3-534-06432-1 (2., ergänzte Auflage 1992, ISBN 3-534-06432-1).

Herausgeberschaften und Editionen
- De vita, translatione, inventione ac miraculis sancti Matthiae Apostoli libri quinque. = Des Lambert von Lüttich fünf Bücher über das Leben, die Übertragung, die Auffindung und die Wunder des heiligen Apostels Matthias (= Trierer theologische Studien. Bd. 8, ZDB-ID 503950-2). Paulinus-Verlag, Trier 1958.
- Die Inschriften der Stadt und des Landkreises München (= Die Deutschen Inschriften. Bd. 5 = Münchener Reihe. Bd. 1). Druckenmüller, Stuttgart 1958.
- Die Inschriften des Landkreises Bamberg bis 1650 (= Die Deutschen Inschriften. Bd. 18 = Münchner Reihe. Bd. 6). Druckenmüller, München 1980, ISBN 3-7608-9468-2.
- Fachtagung für lateinische Epigraphik des Mittelalters und der Neuzeit, Landshut, 18.–20. Juli 1980 (= Münchner Historische Studien, Abteilung Geschichtl. Hilfswissenschaften. Bd. 19). Lassleben, Kallmünz 1982, ISBN 3-7847-4419-2.